# Georg R. Schroubek
Georg R. Schroubek (* 11. Juli 1922 in Prag; † 6. April 2008 in Lindau (Bodensee)) war ein deutscher Volkskundler.

## Leben
Schroubek wuchs in Prag auf und machte dort 1940 Abitur. Nach Soldatenzeit und sowjetischer Gefangenschaft absolvierte er in München eine Lehre zum Buchhändler und war publizistisch tätig. 1950 gründete er unter anderem die heute noch bestehenden „Prager Nachrichten“.
1963 übernahm er eine Assistenzstelle des neugegründeten Instituts für Deutsche und Vergleichende Volkskunde an der Ludwig-Maximilians-Universität München, promovierte 1967 im Fach Volkskunde zum religiösen Phänomen „Wallfahrt und Heimatverlust“ und arbeitete bis zu seiner Pensionierung 1984 als wissenschaftlicher Mitarbeiter von Leopold Kretzenbacher. Er befasste sich als Hochschullehrer hauptsächlich mit Forschungen zu Volksfrömmigkeit und nationalen Vorurteilen im Raum des östlichen Mitteleuropa.
Verheiratet war er mit Barbara Schroubek, geb. Brendler (1919–2009), Lektorin und Lyrikerin.

## Stiftung „Sonderfonds Östliches Europa“
2007 richtete Schroubek mit seiner Frau den „Sonderfonds Östliches Europa – Erkundungen und Annäherungen“ ein. Sein Ziel ist, „die Beschäftigung mit den Völkern und Kulturen des östlichen Europa zu fördern und insbesondere das Wissen über die kulturellen Beziehungen zwischen dieser Region und dem deutschen Sprachraum zu erweitern“.
Der Sonderfonds lobt hierzu einen jährlichen Preis aus, der in den Kategorien Nachwuchs-, Dissertations- und Publikationspreis verliehen wird.
Die bisherigen Preisträger sind:
- 2009 (Dissertationspreis): Dr. Marketa Spiritova für ihre Dissertation Alltag am Rande des Dissens: Strategien der Alltagsbewältigung tschechischer Intellektueller zur Zeit der ‚Normalisierung‘ (1968-1989) .[4]

Laudator am 24. April 2009 war Dr. Oldřich Tůma, Direktor des Instituts für Zeitgeschichte der Akademie der Wissenschaften der Tschechischen Republik in Prag.
- 2010 (Nachwuchspreis): Sylvia Matzke für ihre kunsthistorische Magisterarbeit Inszenierungen des Körpers in der polnischen Fotografie der 1990er Jahre.[5]

## Schriften
- Bibliographie der seit Kriegsende erschienenen deutschsprachigen Rilkeliteratur . München 1950.
- Wallfahrt und Heimatverlust. Ein Beitrag zur religiösen Volkskunde der Gegenwart. Marburg 1968.
- Regionale Kulturanalyse. Protokollmitschrift einer wissenschaftlichen Arbeitstagung der Deutschen Gesellschaft für Volkskunde vom 8. – 11. Okt. 1978 in München. (Hrsg. zusammen mit Helge Gerndt). München 1979.
- Studien zur böhmischen Volkskunde (Hrsg. und eingel. von Petr Lozoviuk). Münster; New York, NY; München; Berlin 2008.